# Antoni Kiewnarski (1867–1941)
Antoni Ludwik Kiewnarski (ur. 26 sierpnia 1867 w Kiewnarach, zm. 8 grudnia 1941 w Poznaniu) – generał brygady Wojska Polskiego.

## Życiorys
Antoni Ludwik Kiewnarski urodził się 26 sierpnia 1867 roku w Kiewnarach, w powiecie szawelskim ówczesnej guberni kowieńskiej, w rodzinie Ksawerego i Salomei z Ławcewiczów. 1 września 1886 roku, po ukończeniu Pskowskiego Korpusu Kadetów, rozpoczął służbę w armii rosyjskiej. Tegoż dnia wstąpił do I Pawłowskiej Szkoły Wojennej, którą ukończył w 1888 roku. 9 sierpnia 1888 roku w stopniu podporucznika został przydzielony do 7 Grenadierskiego Samogitskiego Pułku. 31 maja 1892 roku awansowany na porucznika. 12 września 1900 r. awansowany na sztabskapitana. 30 lipca 1910 roku awansowany na podpułkownika. W okresie I wojny światowej (od 11 listopada 1914 roku) dowodził 56 rezerwowym batalionem piechoty, znajdującym się w Moskiewskim Okręgu Wojskowym. 6 maja 1915 roku awansowany na pułkownika.
6 listopada 1919 roku został przyjęty do Wojska Polskiego z zatwierdzeniem posiadanego stopnia pułkownika, z zaliczeniem do Rezerwy armii, z jednoczesnym powołaniem do czynnej służby na czas wojny, aż do demobilizacji, z przydziałem do Stacji Zbornej w Warszawie. 12 listopada 1919 roku został „przydzielony czasowo, aż do reaktywacji jako tymczasowy dowódca Obozu Jeńców Nr 1 w Strzałkowie”. Na tym stanowisku został 22 maja 1920 roku zatwierdzony z dniem 1 kwietnia 1920 roku w stopniu pułkownika, w piechocie, w grupie oficerów byłych Korpusów Wschodnich i byłej armii rosyjskiej.
1 czerwca 1921 roku pełnił służbę na stanowisku komendanta Obozu Internowanych Nr 5 w Szczypiornie, a jego oddziałem macierzystym był 56 Pułk Piechoty Wielkopolskiej w Krotoszynie.
10 sierpnia 1921 roku został komendantem Powiatowej Komendy Uzupełnień w Inowrocławiu. 1 listopada tego roku został przeniesiony w stan spoczynku. 26 października 1923 roku Prezydent RP Stanisław Wojciechowski zatwierdził go w stopniu generała brygady. Później został zweryfikowany w tym stopniu ze starszeństwem z 1 czerwca 1919 roku w korpusie generałów.
Na emeryturze mieszkał w Poznaniu. W 1933 roku był zameldowany w lokalu przy ulicy Emilii Sczanieckiej 1 m. 27. Zmarł 8 grudnia 1941 roku w Poznaniu. Pochowany na cmentarzu wojskowym Garnizonowym (kwatera 3-145).

## Ordery i odznaczenia
- Złoty Krzyż Zasługi – 30 stycznia 1939 „za zasługi na polu pracy społecznej”[16]